# Илья II Рареш

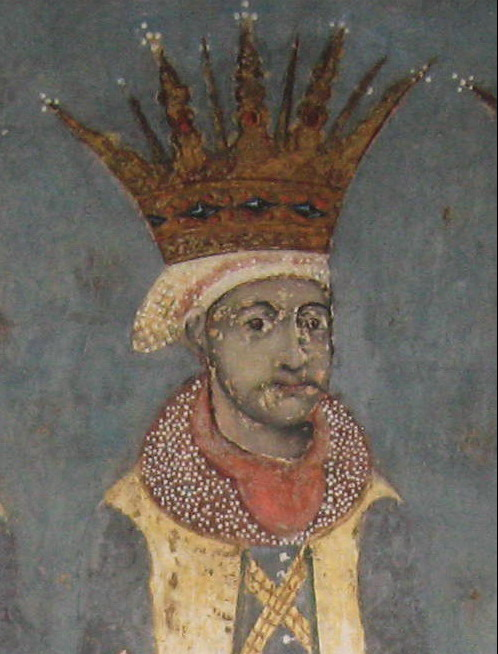

Илья II Рареш (молд. Илияш Рареш; 1531—1553) — господарь Молдавского княжества с 3 сентября 1546 года по 11 июня 1551 года, старший сын Петра IV Рареша.

## Биография
В 1541 году после второго прихода Петра IV Рареша к власти в Молдавии, Илья в качестве заложника был отправлен в Стамбул.
Правление Ильи Рареша характеризуется жёсткой налоговой политикой. Он заключил союз с поляками, с позволения турок предпринял поход в Трансильванию против германцев и епископа Мартинудзи (Martinuzzi), однако не добился существенных результатов. 
В 1551 году передал молдавский престол своему брату Стефану VI Рарешу, принял ислам под именем Мехмед, стал пашой Силистры. 
Позже он был арестован и скончался из-за больного сердца в турецком заключении в 1553 (по другим данным в 1562) году в Алеппо (современная Сирия).